# Cerapachys simmonsae
Cerapachys simmonsae är en myrart som först beskrevs av Clark 1923.  Cerapachys simmonsae ingår i släktet Cerapachys och familjen myror. Inga underarter finns listade i Catalogue of Life.